# Édouard Colonne

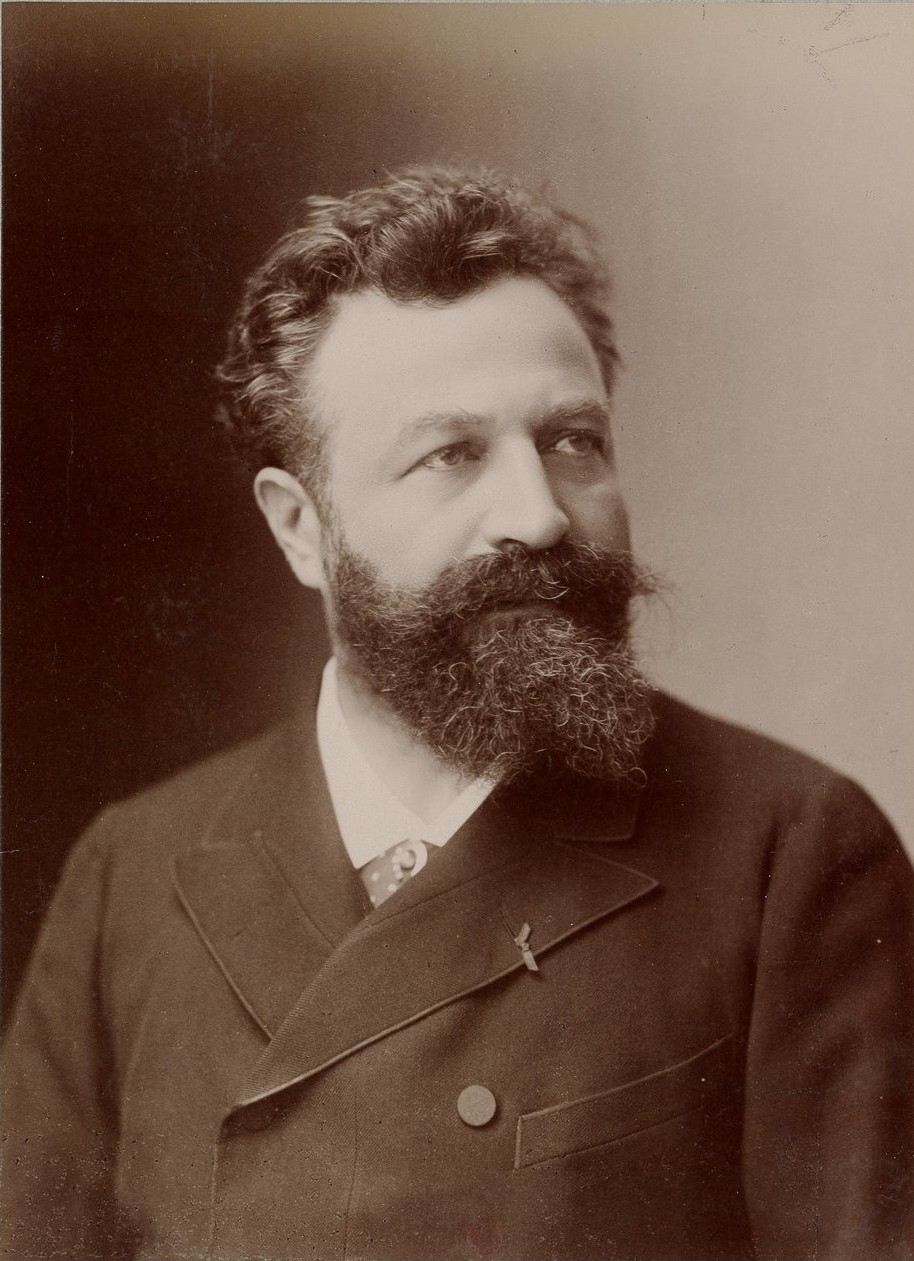
Édouard Colonne

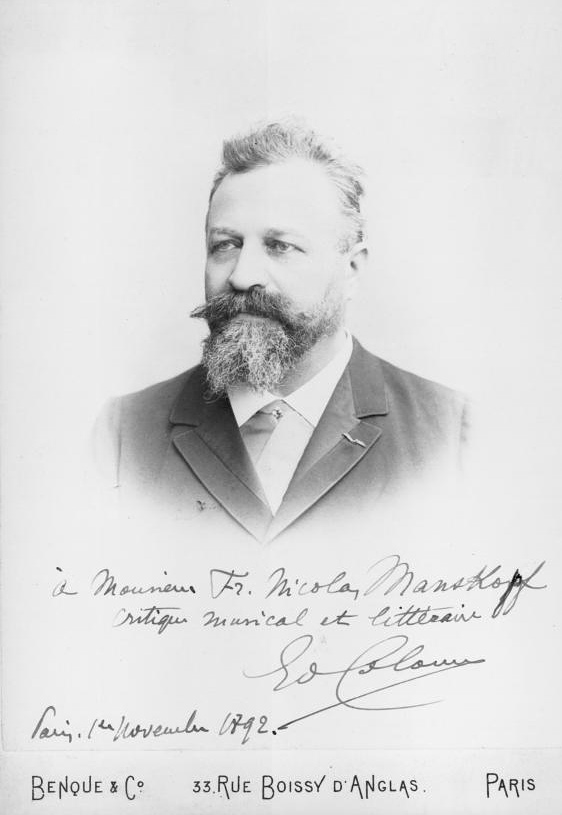
Foto van Édouard Colonne van Benque et Cie

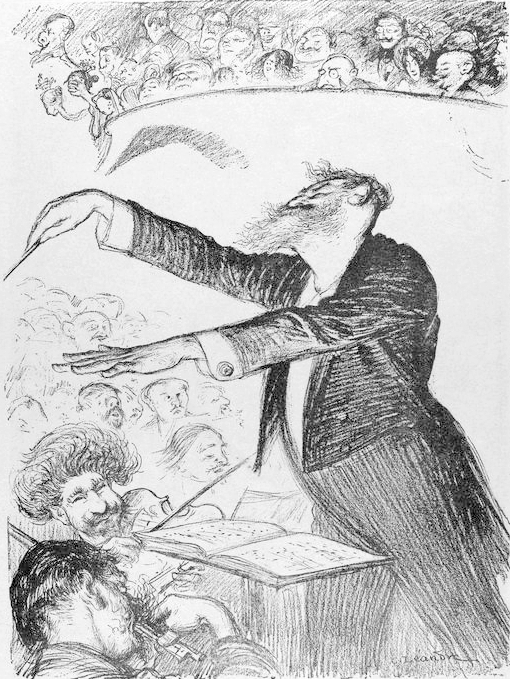
M. Edouard Colonne laissant échapper un pianissimo (Dhr Collonne laat een pianissomo ontsnappen), tekening van Charles Léandre verschenen in de rubriek Les Tempêtes Sonores - Les Concerts du Châtelet in het tijdschrift Le Rire in 1890

Édouard Juda Colonne (Bordeaux, 23 juli 1838 - Parijs, 28 maart 1910) was een Frans dirigent en violist, bekend als voorvechter van de muziek van Berlioz en andere vooraanstaande 19e-eeuwse componisten. Hij was de oprichter van het naar hem genoemde Orchestre Colonne.

## Leven en carrière
Colonne was de zoon en kleinzoon van muzikanten van de Italiaans-Joodse afkomst. Vanaf achtjarige leeftijd speelde hij flageolet en accordeon. Hij kreeg les van de vioolleraar Baudoin. Vanaf 1855 studeerde hij aan het Conservatoire de Paris, waar hij een eerste prijs won in zowel harmonieleer in 1858 als viool in 1863.
Tijdens zijn studie speelde hij als tutti-violist in het Théâtre-Lyrique. Daarna was hij van 1858 tot 1867 eerste violist in het Orchestre de l'Opéra national de Paris en speelde hij tweede viool in het Lamoureux-kwartet Daarna speelde hij in het orkest van Jules Pasdeloup, waar hij ook zijn eerste dirigeerpogingen zou doen. In 1871 leidde hij concerten in het Grand-Hôtel en van muziek van Massenet voor de uitvoering van Les Érinnyes in 1873.
Ook in 1873 stichtte Colonne samen met de muziekuitgever Georges Hartmann het "Concert National" in het Théâtre de l'Odéon. Hij gaf tijdens het eerste concert de wereldpremière van het oratorium Rédemption van César Franck, met Vincent d'Indy als koordirigent. Twee jaar later werden de concerten verplaatst naar het Théâtre du Châtelet en werd de naam van de organisatie gewijzigd in Association Artistique du Châtelet. De concerten van de vereniging werden bekend onder de naam Concerts Colonne. Deze naam bleef in gebruik tot de jaren 1960.
In 1878 ontmoette Colonne Pjotr Iljitsj Tsjaikovski tijdens diens bezoek aan Parijs. Hij leidde de première van zijn 4e symfonie. Ze bleven in contact, wat leidde tot concertreizen van Colonne naar Rusland. In 1892 werd Colonne benoemd tot artistiek leider van het orkest van de Opéra de Paris, maar hij vertrok na één seizoen omdat hij zich aan zijn eigen orkest wilde wijden.
Colonne stond bekend vanwege zijn waardering voor de muziek van Hector Berlioz (wiens muziek in die tijd meer belangstelling trok in Engels- en Duitstalige landen dan in Frankrijk). Pierre Monteux (eerste altviolist en vervolgens assistent-dirigent van het Orchestre Colonne) gebruikte Colonne's aantekeningen in de partituur voor zijn opname in 1931 van Berlioz' Symphonie Fantastique. Daarnaast stond Colonne bekend wegens zijn liefde voor de muziek van Wagner, Mahler en Saint-Saëns. Hij introduceerde de programmabeschrijvingen in programmaboekjes. Hij was ook de eerste dirigent van naam die een commerciële grammofoonplaat (fonograaf) maakte, voor het label Pathé in 1906. De opgenomen werken varieerden van Ludwig van Beethoven tot Charles-Marie Widor, met aankondigingen van Colonne tussendoor.
Zijn tweede vrouw was de sopraan Elise Vergin. Hij stierf in 1910 aan de Rue Louis-David in Parijs.
- Bibliothèque nationale de France: cb144293135 (data)
- Gemeinsame Normdatei: 116645091
- International Standard Name Identifier: 0000 0001 2140 4133
- Library of Congress Control Number: no98084665
- Base Léonore: LH//573/71
- MusicBrainz: e81a0c64-f6e7-4306-af40-1e87ea8fbe1d
- Nationale Bibliotheek van Tsjechië: xx0154117
- Nationale Bibliotheek van Israël: 987007524040005171
- Nationale Bibliotheek van Polen: a0000003160852
- Nederlandse Thesaurus van Auteursnamen: 06998557X
- SNAC: w66401n0
- Système universitaire de documentation: 082676666
- Virtual International Authority File: 76532045
- WorldCat: E39PBJrKY78fyf8B4m7yxTppT3